# If It's The Last Night
«If It's the last night» es el segundo sencillo de la banda de Pop rock Toto de su álbum Turn Back de 1981. La canción fue bien recibida en Japón y fue una de las mejores baladas de Toto. Fue escrita por David Paich y cantada por Steve Lukather.

## Personal
- Steve Lukather-Guitarras,voz
- David Paich-Piano,coros
- Bobby Kimball-Coros
- David Hungate-Bajo
- Jeff Porcaro-Batería
- Steve Porcaro-Teclados
  - Joe Porcaro- Percusión

- Datos: Q5908890